# Majsmal
Majsmal (Sitotroga cerealella) är en fjärilsart som beskrevs av Olivier 1789. Majsmal ingår i släktet Sitotroga och familjen stävmalar. Arten förekommer tillfälligt i Sverige, men reproducerar sig inte. Inga underarter finns listade i Catalogue of Life.
De vuxna exemplaren blir upp till 8 mm långa och de når ett vingspann av 18 mm. De långsträckta vingarna är på baksidan spetsiga och flikiga. Framvingarna har en gulbrun till brun färg och ibland svarta punkter. Bakvingarna har en grå färg.
Majsmalens ursprungliga utbredningsområde är Mexiko. Den introducerades i alla varma och tempererade regioner på jorden. Däremot har arten problem att uveckla sig vid temperaturer lägre än 10,3 °C. Vid  27 °C varar utvecklingsprocessen i 27 dagar och vid 14 °C behövs upp till 116 för utvecklingen. Äggen har en diameter av ungefär 0,5mm och nyckläckta larver är 1 mm lång samt rödgula. Larven äter fröet som besöks och puppan bildas i fröet. I Centraleuropa flyger malen mellan maj och juni.

## Bildgalleri

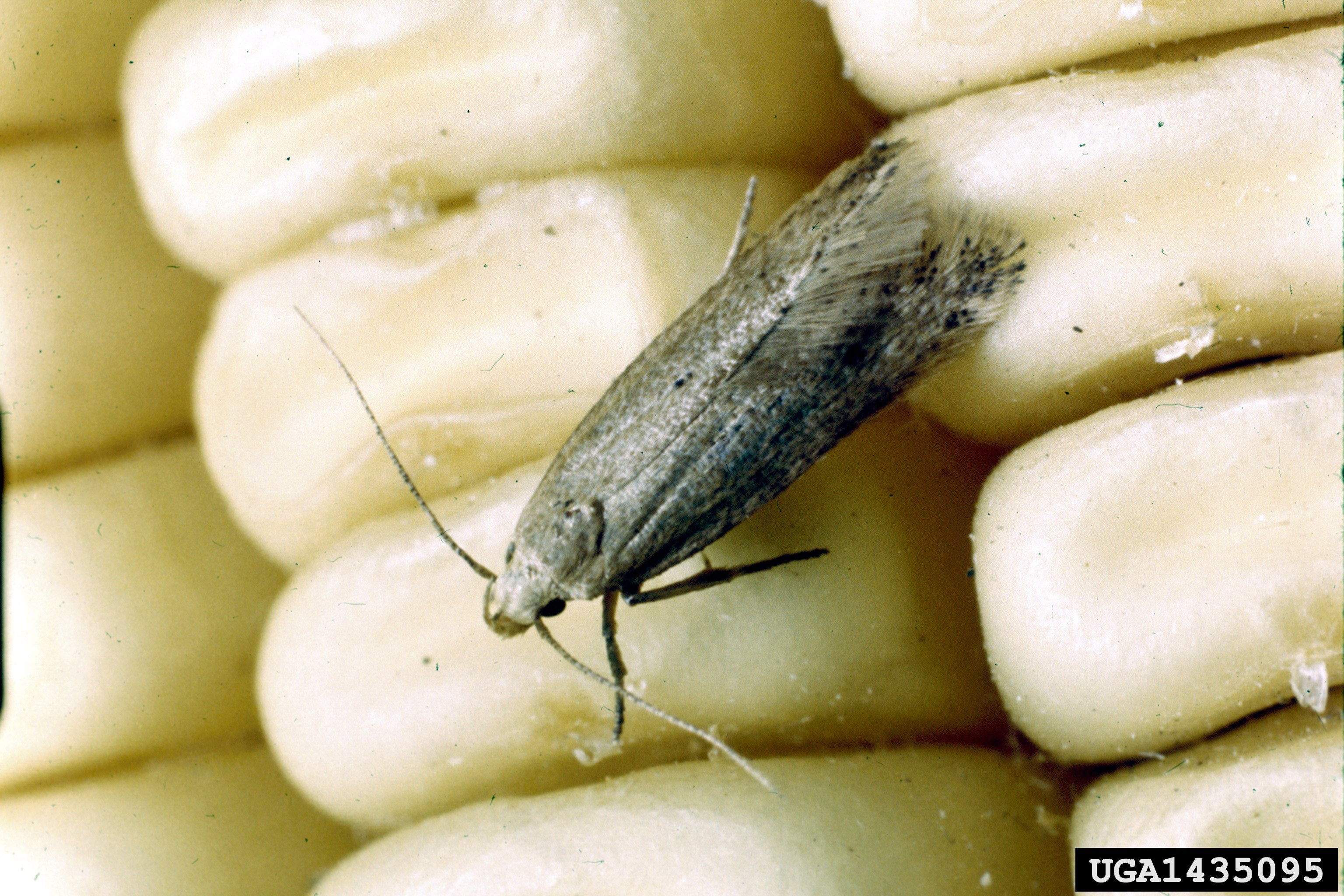